# Teodulo Mabellini
Teodulo Mabellini (2. dubna 1817, Pistoia – 10. března 1897, Florencie) byl italský hudební skladatel.

## Život
Narodil se v Pistoi jako syn trumpetisty a konstruktéra dechových nástrojů. Základní hudební vzdělání získal od svého otce a od flétnisty Joachima Bimboniho. V dětství zpíval ve sboru místní katedrály (Cattedrale di San Zeno). Měl pověst zázračného dítěte. S finanční podporou spoluobčanů studoval kontrapunkt, skladbu a instrumentaci u Giuseppe Pilottiho a Giuseppe Gherardeschiho. Od roku 1833 pokračoval ve studiu na Hudebním institutu ve Florencii. Jako operní skladatel debutoval již v devatenácti letech operou "Matilde e Toledo", která byla uvedena 27. srpna 1836 v divadle Alfieri.
Díky úspěchu tohoto díla získal stipendium rakouského arcivévody a toskánského velkovévody Leopolda II. To mu umožnilo další studium u skladatele Saveria Mercadante v Novaře. V průběhu studia v Novaře zkomponoval dvě mše a kantátu La partenza per la caccia, kterou věnoval svému mecenáši, velkovévodovi Leopoldovi II. Velký úspěch měla také opera Roly, kterou uvedl v Turíně roku 1840. V roce 1842 Mabellini dostudoval a vrátil se do Pistoie. O rok později se konečně usadil ve Florencii. Od roku 1848 zastával funkci dirigenta divadla Teatro della Pergola a zůstal jím téměř 30 let.
V letech 1859–1892 působil jako profesor harmonie a skladby na konzervatoři ve Florencii . Mezi jeho mnoha žáky vynikli zejména Emilio Usiglio, Guido Tacchinardi a Luigi Mancinelli.
Umělecké dědictví Mabelliniho se skládá převážně z oper a církevní hudby. Orchestrálních a instrumentálních skladeb mnoho nezkomponoval. Pro zádušní mši za Rossiniho iniciovanou Giuseppe Verdim zkomponoval Lux Aeterna (As dur). Je autorem hymny toskánského velkovévodství.
Škola hudby a tance v Pistoi, založená v roce 1858, nese jméno Teodula Mabeliniho (La Scuola di Musica e Danza Teodulo Mabellini).

## Opery
- Matilde di Toledo, 1836 Florencie)
- Rolla (libreto Giorgio Giachetti, 1840 Turín, Teatro Carignano)
- Ginevra degli Almieri (libreto Luigi Guidi-Rontani, 1841 Turín)
- Il conte di Lavagna (libreto Francesco Guidi, 1843 Florencie, Teatro della Pergola)
- I veneziani a Costantinopoli (libreto Francesco Guidi, 1844 Řím, Teatro Apollo)
- Maria di Francia (libreto Francesco Guidi, 1846 Florencie, Teatro della Pergola)
- Il Venturiero (libreto Achille de Lauzières a Luigi Giordani, 1851 Livorno)
- Il convito di Baldassare (libreto Giuseppe de Toscani, 1852 Florencie, Teatro della Pergola)
- Fiammetta (libreto G. B. Canovai, 1857 Florencie, Teatro della Pergola)